# فرودگاه ایلولیست
فرودگاه ایلولیست (به انگلیسی: Ilulissat Airport) (به زبان بومی: Mittarfik Ilulissat) یک فرودگاه همگانی مسافربری با کد یاتا JAV است که یک باند فرود آسفالت دارد و طول باند آن ۸۴۵ متر است. این فرودگاه در کشور گرینلند قرار دارد .